# Robert Basselin
Robert Basselin,  est un mathématicien français du XVIIIe siècle qui prétendit avoir trouvé la quadrature du cercle.

## Biographie
Professeur de philosophie au Collège des Grassins, il prétend vers le milieu du XVIIIe siècle avoir trouvé la quadrature du cercle. Il persuade quelques-uns de ses confrères, nommément à Moreau, un autre professeur de philosophie, au collège de Montaigu, qui effectue des vers latins à sa louange sur cette découverte.
Jacques Barbeu du Bourg est l'auteur des Objections à M. Basselin sur la quadrature du cercle.

### Sources
- Encyclopedie Methodique, 1784, p. 556.